# Devana Chasma
Devana Chasma (ou gouffre Devana) est un chasma sur Vénus, d'une longueur de 4000 km, d'une largeur de 150 à 250 km, et d'une profondeur atteignant 5 km. La plupart des failles sont orientées vers le nord ou le sud. La faille est située dans la région Beta Regio, là où une élévation du sol de 3000 km a été créée par l'activité volcanique. Les panaches du manteau qui remontent du bas sont à l'origine de la formation de la zone de rift. Celui-ci connaîtrait une extension lente,,.

## Géologie
La région s'est formée après plusieurs étapes : 
1. Élévation du panache du manteau à Beta Regio et Phoebe Regio : la montée du panache du manteau pousse la croûte et crée les montées volcaniques ;
2. Formation du volcan Theia Mons et de Devana Chasma : la lave s'échappe à travers la croûte formant le volcan Theia Mons et le début de la faille ;
3. Chevauchement des deux panaches du manteau formant la zone de décalage : la zone de décalage est formée lorsque les deux panaches ont une énergie thermique différente.

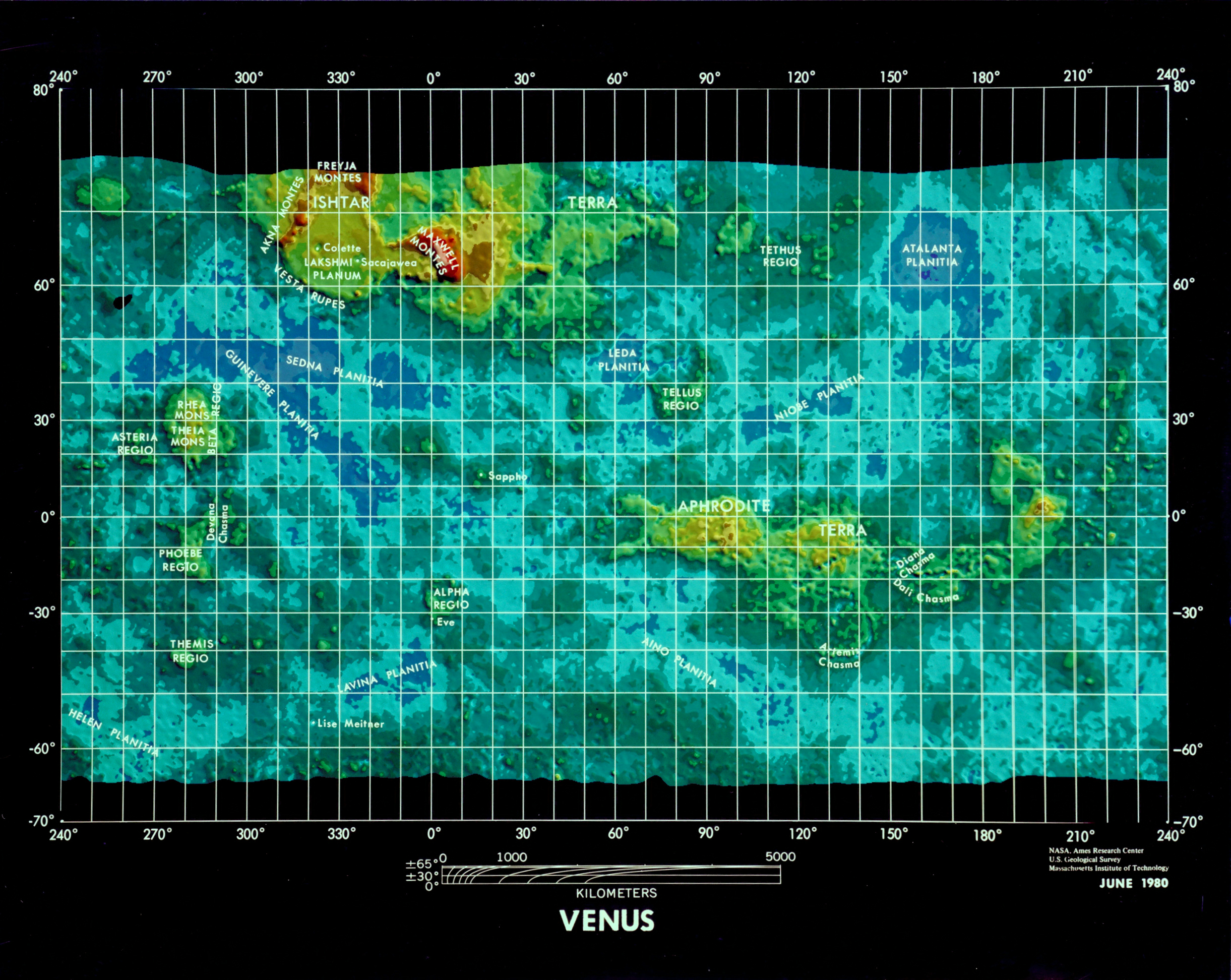
Carte de Vénus avec ses régions.

### Informations générales
Les zones de rift sont des caractéristiques liées aux volcans en général et en particulier aux volcans boucliers. Cette caractéristique consiste en une ouverture linéaire dans le sol où la lave peut se propager depuis le côté du volcan et non seulement depuis le sommet. Des éruptions répétées font venir plus de lave et activent la zone de faille, ce qui provoque l'extension de la croûte.
Le Devana Chasma s'est formé le long des montées volcaniques Beta Regio et Phoebe Regio. Ces différentes Hautes Terres volcaniques se sont formées en raison de différents panaches du manteau. Ces failles font 4000 km de long et peuvent être divisé en deux parties principales : la partie nord qui couvre environ 700 km entre Theia Mons et Rhea Mons, qui se sont formés via le panache du manteau de Beta Regio, et la partie sud recouvrant le reste et s'étant formée grâce au panache du manteau de Phoebe Regio. Les images du radiotélescope d'Arecibo et de la sonde spatiale Magellan ont permis d'étudier la région Beta Regio et de comprendre Devana Chasma,.

### Développement des failles
L'absence de processus d'érosion et de déformation permettent de conserver les traces de l'histoire du développement de Vénus. Les images de la Beta Regio montrent ainsi que la montée de la région est causée par un soulèvement du panache du manteau, qui a provoqué la formation du volcan bouclier Theia Mons. Devana Chasma est également actif en raison du volcan Theia Mons. De nos jours, la zone de rift est toujours active mais le rifting est beaucoup plus lent qu'il ne l'a été au cours des siècles précédents en raison du panache de manteau qui est relativement froid.

## Comparaison entre les failles sur Vénus et sur Terre
En raison des similitudes entre la Terre et Vénus, il est suggéré qu'elles aient une épaisseur élastique lithosphérique similaire d'environ 30 km. Le rift est-africain est le seul rift qui puisse être comparé à Devana Chasma. En effet, les deux rifts ont des failles d'une longueur d'environ 100 km, soit plus que tout autre système d'extension sur Terre. Cependant, ils diffèrent dans leurs demi-graben, le rift est-africain ayant un demi-graben d'environ 50 km de large tandis que dans Devana Chasma il fait environ 150 km. Sur Vénus, la force principale est la contrainte de cisaillement élevée due à la lithosphère froide, qui nécessite que les failles soient plus fortes pour se déplacer. En conséquence, son demi-graben est plus large que celui de la Terre. L'étude et la comparaison de ces deux systèmes de rift aident les géologues à comprendre comment le volcanisme et les activités tectoniques ont affecté le développement et la formation de la région de Beta Regio sur Vénus,.